# Kupolka
Kupolka je visoka peč, veliko manjša od plavža, za pridobivanje sive litine. Ima obliko pokončnega valja (iz jeklene pločevine), od znotraj obzidanega s šamotno opeko in stoječega na visokem temelju ali masivnih stebrih. Njen talilnik ima pri dnu izpust, skozi katerega priteče talina. Nad izpustom je t.i. žlindrica, skozi katero se je mogoče znebiti žlindre. Odprtini se zapirata z glinenim čepom. Zrak vpihavamo ob zgornjm robu talilnika. Nad njim je 3 do 6 metrov visoka valjasta komora, premera 50 do 80 centimetrov.
V kupolke vlagamo staro železo (jeklo in sivo litino), grodelj, kot gorivo koks in za dodatek apnenec, ki pomaga pri redčenju žlindre.